# Fort Sint-Jan (Stekene)

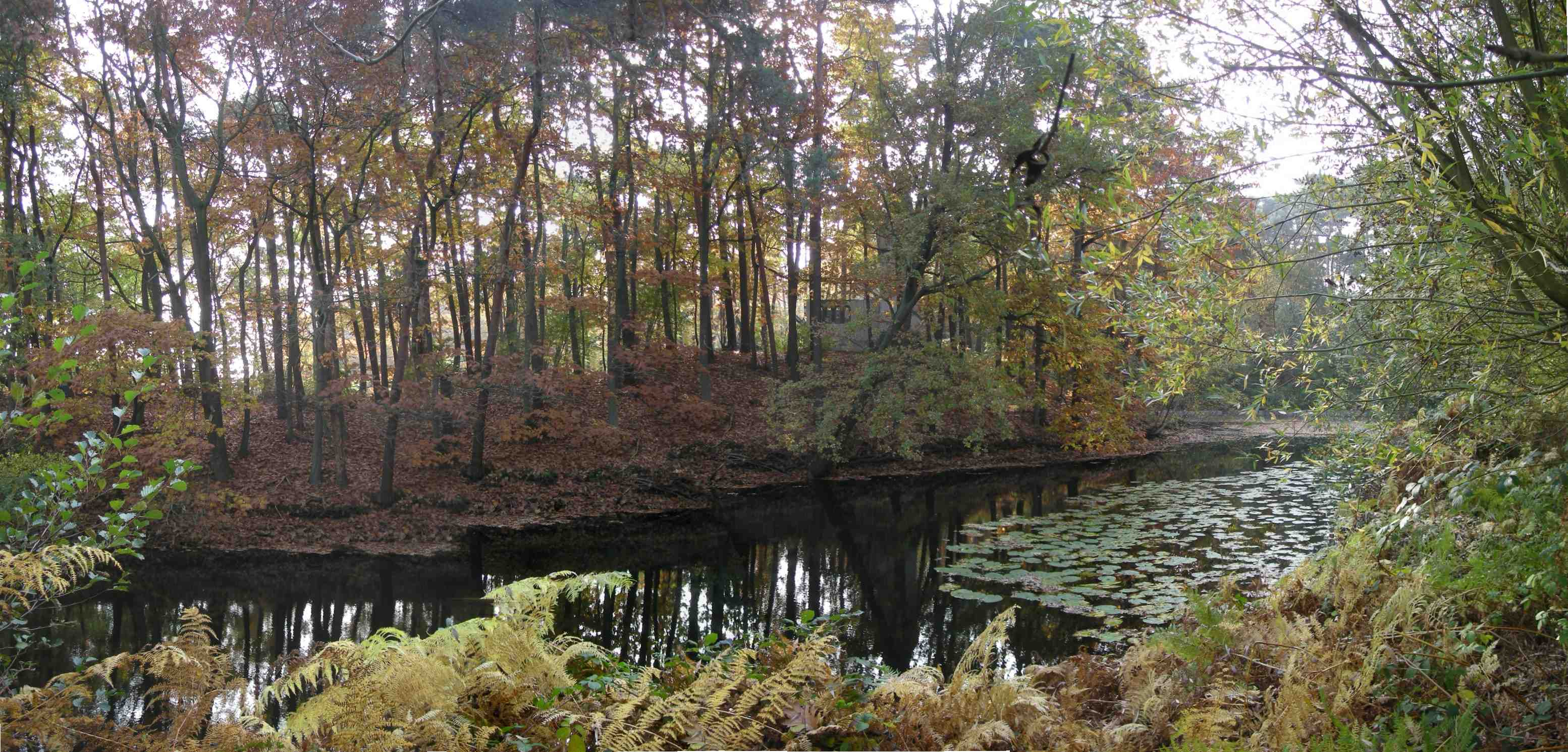
Restant walgracht Fort Sint-Jan

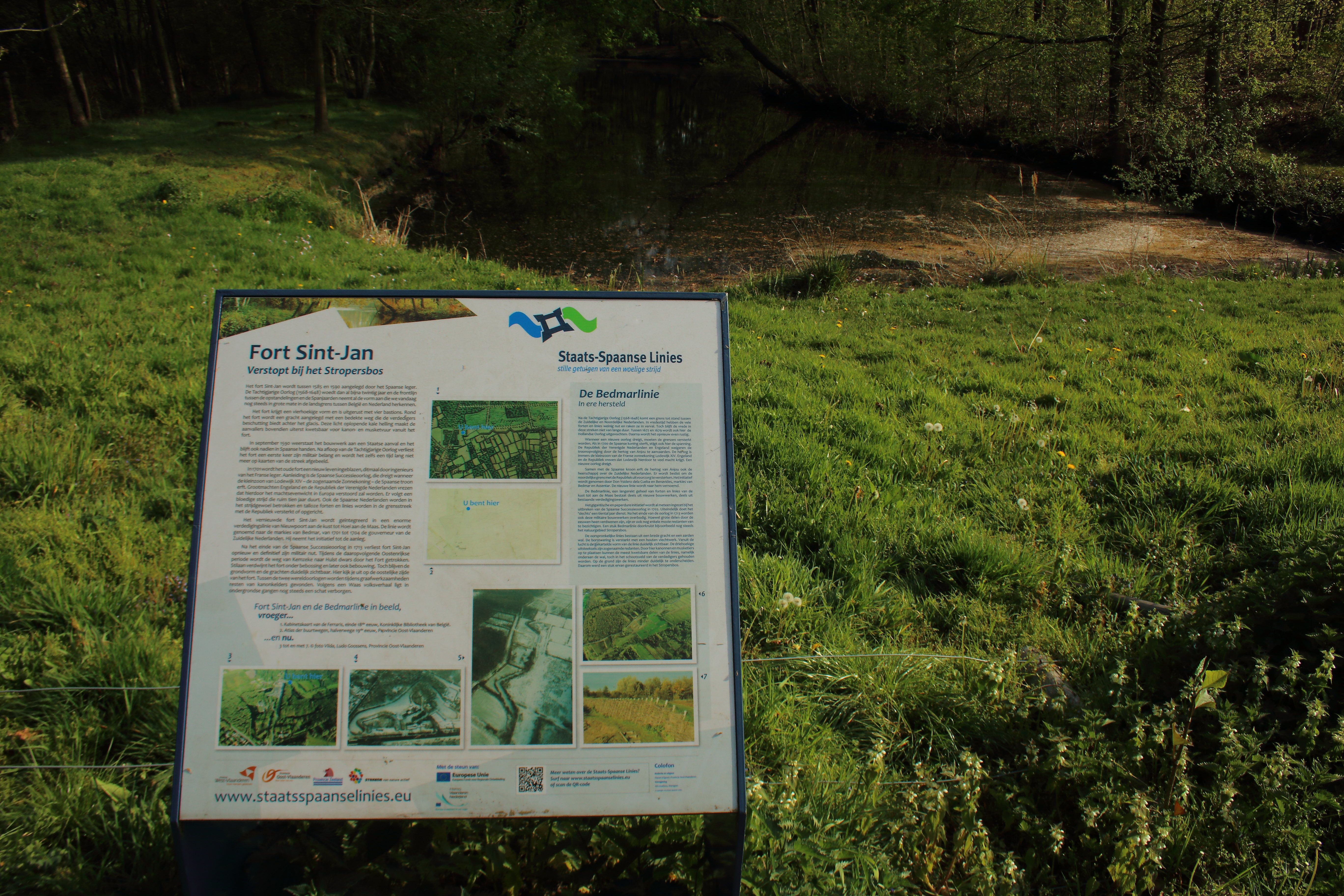
Infobord Fort Sint-Jan

Fort Sint-Jan was een fort bij Trompwal (‘De Wal’) tussen Kemzeke en Kapellebrug op het grondgebied van de gemeente Stekene. Het fort maakte deel uit van de Staats-Spaanse Linies.

## Geschiedenis

### Fort Sint-Jan I (Tachtigjarige Oorlog)
Het oorspronkelijke fort Sint-Jan werd gebouwd door de Spaanse Habsburgers rond 1590 in de eerste fase (van 1568 tot 1609) van de Tachtigjarige Oorlog, toen Gent en Antwerpen zich in 1579 bij de Unie van Utrecht aansloten. Ter bescherming van Antwerpen had het Staatse leger in 1583 de Scheldedijken bij Saaftinge doorgestoken waardoor de polders tussen Hulst en Beveren grotendeels onder water kwamen te staan. Als reactie hierop liet Parma tijdens het Beleg van Antwerpen in 1584 in de frontzone forten opwerpen en de Parmavaart graven richting de schipbrug over de Schelde in Kallo teneinde de bevoorrading van Antwerpen te verhinderen. Nadat de Parmavaart, na de val van Antwerpen in 1585, zijn diensten had bewezen en overbodig werd, werd begonnen met de bouw van het Fort Sint-Jan. 
Rond het kleine, vijfhoekige fort, voorzien van vijf bastions, werd een gracht aangelegd met een bedekte weg die de Spaanse verdedigers beschutting bood achter het glacis. Deze licht oplopende kale helling maakte de Staatse aanvallers zeer kwetsbaar voor kanon- en musketvuur vanuit het fort. In september 1590 weerstond het verdedigingswerk een Nederlandse aanval en bleef het ook later tijdens de Hollandse (1672-1679) en Negenjarige Oorlog (1688-1697) in Spaanse handen. Na afloop van de tachtigjarige oorlog verloor het fort een eerste keer zijn militair belang en was het zelfs niet meer terug te vinden op lokale kaarten.

### Fort Sint-Jan II (Spaanse Successieoorlog)
Toen de kinderloze Spaanse Koning Karel II in 1700 overleed, steeg opnieuw de spanning in de grensstreek tussen Staats-Vlaanderen - het huidige Zeeuws-Vlaanderen en het noorden van het graafschap Vlaanderen, met name in het Waasland. De Spaanse koning had de heerschappij over de Spaanse Nederlanden in zijn testament toegewezen aan Filips V van Spanje, Hertog van Anjou en kleinzoon van de Franse Zonnekoning Lodewijk IV, maar zowel de Nederlandse Republiek als Engeland weigerden de troons- en machtsovergang te aanvaarden en dreigden met oorlog. Nog voor het begin van de Spaanse Successieoorlog (1701-1713) werd het intussen vervallen fort onder impuls van de Franse Markies van Bedmar, de nieuwe gouverneur van de intussen door de Fransen bezette Zuidelijke Nederlanden vergroot en herwerkt tot een vierhoekig fort. Het 'fort Saint-Jean' werd een van de steunpunten van de Bedmarlinie, de naar de markies genoemde militaire verdedigingslinie.

## Heden
Nog voor het sluiten van de Vrede van Utrecht (1713) werd het fort Sint-Jan ontmanteld. Van dit fort is vandaag de dag alleen nog de herkenbare vorm over, die terug te vinden is in begroeide omwalling en de gracht. De Stroperstraat (gewestweg N403) die werd aangelegd tijdens de Oostenrijkse periode, doorklieft het voormalig fort Sint-Jan in een oostelijke en westelijke helft. Van de westelijke helft zijn de verdedigingswal en de brede gracht nagenoeg intact bewaard. Deze restanten aan de noordwestzijde werd in de jaren '60 en '70 omgevormd tot het recreatiedomein 'De Wal' met speeltuin, zwem- en roeivijver, camping, taverne en feestzaal. Het domein vormde toen het decor van een bruisend uitgaansleven en trekpleister voor dagjestoerisme in Stekene en omstreken. Het sterk verstoorde oostelijke deel van het fort, waar de wal zich nog slechts als een lichte verhevenheid aftekent, maakt sinds het natuurinrichtingsproject (2007-2008) deel uit van het LIFE+-natuurgebied De Stropers beheerd door van het Vlaams Agentschap voor Natuur en Bos.